# Pavie
Pavie település Franciaországban, Gers megyében. Lakosainak száma 2540 fő (2022. január 1.). Pavie Auch, Auterive, Lasséran, Lasseube-Propre és Pessan községekkel határos.

## Népesség
A település népességének változása:
| Lakosok száma | 1005 | 1699 | 2196 | 2332 | 2426 | 2468 | 2486 | 2501 | 2513 | 2540 |
|               | 1968 | 1982 | 1990 | 2006 | 2013 | 2015 | 2017 | 2019 | 2020 | 2022 |